# Капрони Български
„Капрони Български“ (КБ) е акционерно дружество за промишлено производство на самолети в България.
Основано е в София през 1930 г. с италиански капитали на фирма „Капрони“, която откупува от Aero, Прага самолетостроителната фабрика в Казанлък. „Капрони Български“ се изписва в някои издания по въпросите на авиацията и като Български Капрони А.Д.
В построената фабрика в Казанлък до 1938 г. се строят предимно учебно-тренировъчни самолети, отговарящи на ограничителните условия на Ньойския договор. Изпълняват се и ограничени по обем монтажни и ремонтни работи по поръчка по договорена калкулационна схема с Министерството на войната.

## История

### „Капрони Български“
На 6 декември 1926 г. в Казанлък е открито аеропланно училище. Предприети са действия за създаване на център за българско производство на самолети в региона успоредно с вече създадената Държавна аеропланна работилница в Божурище, Западна България.
Основите на самолетостроенето в Казанлък се полагат от чехословашката фирма за производство на самолети Aero, Прага през 1926 г. В периода 1928 – 1930 г. във фабриката се произвеждат каросерии за леки автомобили „Шевролет“. Завършеният строеж на работилница за производство на вече популярните по онова време чешки самолети се оказва недостатъчно основание за плодотворно сътрудничество между чешки и български капитали за съвместно производство на летателни апарати. До производство на самолети не се стига поради неодобрение от българска страна на предложените за производство самолети, въпреки че са били известни още преди да се сключи договорът и преди да се построят производствените помещения.
Вероятно причината за това е борбата на чуждите капитали за овладяване на българското самолетостроене и пазар, особено при навлизане в годините на световната икономическа криза Така в конкурентния кръг от самолетостроителни фирми на Германия, Полша и Италия надделява през 1930 г. италианската фирма „Капрони ди Милано“, която откупува от Aero, Прага самолетостроителната фабрика и сключва с държавата 10-годишен договор за експлоатация. В резултат на сделката фабриката получава наименованието Самолетна фабрика „Капрони Български“.
Внедряването на италианските конструкции на самолети „Капрони“ е подложено на държавен контрол. Внедряват се само конструкции, които се приемат от българската страна, като се внедряват преработки за подобряване на качествата и сигурността им. В производството и като конструктори участват наложили се български инженери и специалисти – Р. Милков, Цветан Лазаров, Минчев, а изпитателните полети и приемателните полети се извършват от български пилоти – Петко Попганчев и др. В производството се използват предимно български материали. Като пример може да се даде подмяната на американския дървен елхов материал с превъзхождащ го български от Родопите. Във фабриката се работи и с български материали по обшивката. Всички елементи от конструкцията от стомана или профили се произвеждат във фабриката. Материалите за това и двигателите са от внос. Целият цикъл от проекта до производството и изпитателния полет се контролира от Българската държавна самолетна контрола (БДСК).
Поканен от италианското концесионно дружество „Български Капрони“ АД, на 1 януари 1933 г. като технически директор на самолетната фабрика постъпва инж. Цветан Лазаров. Там служи до 31 май 1936 г., като заедно с организационните въпроси, които решава, създава промени и предпоставки за сполучливо развитие на „КБ-2 УТ“ и „КБ-2А Чучулига“, проектирани на базата на несполучливия самолет „КБ-1“, произведен по оригинала на „Капрони СА 100“. Инж. Лазаров основно преработва и пуска в серия тренировъчния двуместен самолет „КБ-3 Чучулига-I“. Това е самолет, който остава на въоръжение дълго време във Въздушните войски и се ползва за обучение и след 9 септември 1944 г.
Включването на „Капрони Български“ като производител на авиационна техника и резервни части спомага за овладяването на тежката криза в българската авиация. На 23септември 1933 г. се приема втората партида самолети „КБ-2УТ“ от Казанлък. Заедно с произведените от ДАР в Божурище самолети не само се преодолява кризата по количеството, осигурават се тренировки в пилотажа на летците на високо европейско ниво, а с безспорното качество на летателните апарати значително се подобрява първоначалната подготовка и обучение.
Специалните материали за производство на самолети се доставят от Германия. По време на Втората световна война поради затруднения в самата Германия „Капрони Български“ не изпълнява поръчки поради липса на специални стомани и профили и на държавни поръчки.
Фирмата фалира. Собственик на фабриката става българската държава от 15 септември 1942 г.

### Държавна самолетна фабрика
След фалита на „Български Капрони“ производството на самолети продължава във фабриката, вече носеща новото име Държавна самолетна фабрика (съкратено ДСФ). През 1945 г. към производствените мощности на фабриката са присъединени производствените работилници и материалната част от производствената и моторната работилница на учебния въздушен полк в Казанлък.
Производството на самолети е ликвидирано през 1945 година. След 1947 г. предприятието преминава към производство на други продукти.

### Реорганизации, нови продукти
Ликвидираното през 1945 г. производство на самолети е наложено от правителството, за да бъде то съсредоточено самво на едно място в цялата страна, за което е избрана Държавната самолетна фабрика в Ловеч. С по-късното решение от 1954 г. да се преустанови успешното производство на самолети в ДСФ в Ловеч, както и със закупуването на авиационна техника от СССР в страната се ликвидира браншът самолетостроене. Още година до 1955 г. е запазено производството на безмоторни самолети.
От 1945 до 1960 г. под различни наименования (Завод 35 и Завод 13) се усвояват и се пускат в производство трактори за окопни култури, галови вериги за земеделски машини и мотоциклети, съоръжения за миннодобивната промишленост и транспортьори за въглища, разни изделия, използващи пневматика – пневматичен чук, пневматичен двигател и др.
От 1961 до 1990 г. Казанлък е център на българската хидравлика. Произвеждат се хидравлични устройства, бутални и плунжерни цилиндри, крикове, дросели, филтри, хидравлични повдигачи, спирачни цилиндри, сервоклапани и сервосистеми, зъбни помпи и разпределители по лиценз.
От 1991 до 1997 г. предприятието е с единствен собственик държавата и е еднолично акционерно дружество с наименование „Капрони“ ЕАД. Номенклатурата се запазва в областта на хидравликата – хидравлични зъбни помпи, хидравлични разпределители и регулатори за дебит и налягане, хидроагрегати и хидравлични станции.
След 1997 г. предприятието е приватизирано. То е с 99,87 % частен капитал и носи наименованието „Капрони“ АД.

## Произведени самолети
- КБ-1 „Пеперуда“. Едномоторен двуместен биплан за начално обучение. Произвежданият самолет през 1932 г. е българска версия на италианската машина Caproni Ca-100. Двигателят е деветцилиндров, звездообразен с въздушно охлаждане и мощност 88,2 kW/120 hp.[5]Произведени са 9 самолета.[6]
- КБ-2УТ. Двуместен едномоторен учебно-тренировъчен биплан. Самолетът се произвеждан от 1933 г. Приет е за експлоатация със заповед № 102 от 2 юли 1934 г. Представлява увеличено с 10% копие на италианския изтребител с развита втора кабина за наблюдател. Произвеждан е с три типа редови двигатели с водно охлаждане. [7] Произведени са 9 броя самолети. [6]
- КБ-2А Чучулига. Едномоторен, двуместен биплан. Произвежда се от 1936 г. Като се използва добрата аеродинамика и конструкция на КБ-2УТ, този самолет е едно развитие на летателния апарат. Запазени са крилата и опашните плоскост. Като трудни за обслужване остарелите двигатели са заменени със седемцилиндров звездообразен двигател с въздушно охлаждане Walter „Kastor“ с мощност 176,5 kW/240 hp. Разработена е нова конструкция на тялото и колесника. [8]Произведени са 6 броя самолети. [6]
- КБ-3 „Чучулига I“ „Чучулига I“. Произвежда се от 1937 г. Представлява развитие на КБ-2А. Поставена е противокапотажна рама между двете кабини, подобрени са системата за управление, тялото и колесника. Произвежда се със седемцилиндров звездообразен двигател с въздушно охлаждане Walter „Kastor“ II с мощност 250 kW/340 hp. Произведени са 20 броя самолети. [6]
- КБ-4 „Чучулига II“. Произвежда се от 1938 г. Това е следващата версия и развитие на „Чучулигите“. Предназначен е да се използва като учебен, свързочен самолет и самолет за близко разузнаване. Използва се деветцилиндров звездообразен двигател с въздушно охлаждане Wright-E1P 957 „Wiriwind“ с мощност 161 kW/220 hp. По време на войната този двигател е заменен с Walter „Kastor – II“. Въоръжен е с една картечница и аерофотокамера за аерофотоснимки. [9] Произведени са 28 броя самолети. [6]
- КБ-5 „Чучулига III“. Произвежда се от 1939 г. Едномоторен, двуместен биплан използван като лек щурмови, разузнавателен и свързочен самолет. Това е върхът в развитието на конструкцията на КБ-2УТ. Използва двигател Walter „Pollux II“, деветцилиндров звездообразен с въздушно охлаждане и мощност 338,5 kW/450 hp. Въоръжен е с една синхронна картечница над двигателя и подвижна картечница за защита на опашката. Носи бомбов товар от 8 х 25 kg бомби на външно окачване под всяко полукрило. [10] Произведени са 45 броя самолети. [6]
- КБ-309 „Папагал“. Този самолет е известен и като КБ-6. Прототипът е завършен на 23 ноември 1940 г. Конструкцията му е различна от произвежданите биплани. Избрана е аеродинамичната схема на двумоторен моноплан нископлощник. Този летателен апарат е развитие на конструкциата на италианския Caproni Ca-309 „Гибли“. Има два редови шестцилиндрови двигателя с въздушно охлаждане Argus As-10C с мощност 2 Х 176 kW/240 hp. Въоръжение – 32 леки бомби до 400 kg бомбов товар. [11]Произведени са 24 самолета в серия.
- КБ-11 „Фазан“. Произвежда се от 1941 г. Самолетът е едномоторен двуместен моноплан горноплощник със закрита кабина и неприбираем колесник и опашно колело. Използва се като щурмовик и тактически разузнавач. Двигателят е Alfa Romeo RC 34 с мощност 552 kW/750 hp. Въоръжението на самолета са две синхронни картечници от двете страни на двигателя и една сдвоена подвижна картечница за защита на опашката. Носи 8 х 50 kg или 4 х 100 kg бомби окачени на бомбодържатели под тялото.
- КБ-11А „Фазан“. Произвежда се от 1942 г. Самолетът е едномоторен двуместен моноплан горноплощник със закрита кабина и неприбираем колесник. Използва се като щурмовик и тактически разузнавач. Вграден е двигател Бристол Пегасус ХХI, звездообразен деветцилиндров с въздушно охлаждане и мощност 614 kW/835 hp. Въоръжен с две синхронни картечници от двете страни на двигателя и една сдвоена картечница за защита на опашката. На бомбодържатели под тялото носи бомби 8 х 50 kg или 4 х 100 kg. [12] Известен брой „Фазани“ участват във Втората световна война в състава на 333 разузнавателно ято. След войната 30 броя от тези машини са предадени на Югославия, където се ползват до 1955 г. [13]
- Произведени са няколко серии безмоторни самолети тип „Български Капрони“ (1935 г.), учебен плъзгач УП-1 (1940 г.) за самолетен влек, учебен реяч УР-1 „Бебе“ (1950 г.) (от оригинала на немския планер Grünau Beby 2A), безмоторен двуместен самолет за високи постижения „Жерав“ (1953 г.) (от оригинала на немския Kranich II). За високо спортно майсторство в Завод 13 (правоприемник на ДСФ-Казанлък) е произвеждан безмоторния самолет „Гълъб“ (1955 г.) (от немския оригинал Weihe). [14]